# Jumbo Elliott
College Football Hall of Fame 2020
(en) Statistiques sur pro-football-reference
John Stuart « Jumbo » Elliott (né le 1er avril 1965) est un joueur de football américain.
Elliott a joué pendant 14 années comme offensive tackle en National Football League (NFL) avec les Giants de New York (de 1988 à 1995) et avec les Jets de New York (de 1996 à 2000 et en 2002).
Il participe à 197 matchs de NFL dont 156 comme titulaire. Il fut un joueur clé pour les Giants lors du Super Bowl XXV gagné 20 à 19 contre les Bills de Buffalo le 27 janvier 1991. Il est sélectionné dans l'équipe type All-Madden en 1990 et en 1991 ainsi que pour le Pro Bowl 1993. Son moment de gloire survient en octobre 2000, lorsqu'il réceptionne une passe de 3 yards de QB Testaverde inscrivant le TD égalisateur qui permet aux Jets d'aller en prolongation pour finalement gagner le match. Ce match est surnommé le "Monday Night Miracle".
Elliott avait auparavant joué au niveau universitaire comme offensive tackle pour l'Université du Michigan chez les Wolverines du Michigan de 1984 à 1987. Il y débute 45 matchs pour Michigan et est sélectionné à deux reprises dans l'équipe type NCAA à l'issue des saisons 1986 et 1987 (first-team All-American). Il est le titulaire incontesté de son équipe au poste de left tackle lors de la saison 1985 laquelle se conclut avec un bilan de 10 victoires, 1 nul et 1 défaite. L'équipe écrase ses adversaires (342 points inscrits pour 98 concédés) et est classée no 2 du classement final AP.

## Sa jeunesse
Elliot est né à Lake Ronkonkoma dans le comté de Suffolk de l'État de New York en 1965. Il intègre la Sachem High School à Long Island. Il y joue avec l'équipe de football américain et est sélectionné par le New York Daily News dans son équipe de stars. Son numéro est retiré en 1989 et il est intronisé en 2003 dans le Sachem Athletic Hall of Fame.

## Carrière en NCAA
Elliott s'inscrit à l'Université du Michigan en 1983 où il intègre comme freshman l'équipe de football américain. Il mesure 1,91 m et pèse 127 kg. Il joue comme offensive tackle chez les Wolverines du Michigan et a comme entraîneur principal Bo Schembechler de 1984 à 1987. Il se fortifie et atteint lors de son année junior les 139 kg.
Il est titulaire pendant ses 4 années universitaire, débutant 10 matchs comme left tackle en 1984, 11 matchs comme left tackle en 1985, 11 des 12 matchs comme right tackle en 1986 et 12 matchs comme right tackle en 1987.
Lors de la saison 1985, l'équipe perform et obtient un bilan de 10 victoires, 1 nul et 1 défaite, écrasant ses adversaires (342 points inscrits pour 98 concédés). L'équipe est classée no 2 du classement final AP.
Il est devenu réputé pour la qualité de ses blocks, enregistrant 11,5 pancake blocks en deux matchs en début de saison 1986.
Il est sélectionné au terme des saisons 1986 et 1987 comme offensive tackle de l'équipe type de NCAA (College Football All-America Team),. Il est également sélectionné dans la meilleure équipe 1987 par United Press International, Walter Camp Football Foundation, American Football Coaches Association, et Football Writers Association of America.

## Carrière en NFL
En 14 saison de NFL, Elliott participe à 197 matchs, dont 156 comme titulaire au poste de left tackle.

### Giants de New York
Elliott est sélectionné au deuxième tour comme 36e choix global de la draft 1988 de la NFL par les Giants de New York.
Il va y jouer 112 matchs dont 98 comme titulaire de 1988 à 1995 au poste de left tackle.
Il va manquer 8 matchs au cours de la saison 1990 à cause d'une blessure. Avec lui, la moyenne de yards gagnés par match à la course était de 149,9 mais sans lui elle tombera à 111,8 yards. Dès son retour dans la ligne, les Giants accèdent au Super Bowl XXV qu'ils remportent en battant les Bills de Buffalo sur le score de 20 à 19.
Lors de ce match, Elliott avait comme adversaire le defensive end Bruce Smith. Son travail efficace permet aux Giants de gagner 172 yards à la course ce qui fut considéré comme une des clés de la victoire. Il a l'honneur d’apparaître dans l'équipe type de All-Madden après les saisons 1990 et 1991. Il est ensuite sélectionné pour jouer le Pro Bowl 1993 mais une blessure au dos l'empêche d'y participer.

### Jets de New York
En février 1996, Elliott devient agent libre et signe un contrat de 5 ans avec les Jets de New York situé entre 15 et 16 millions de $.
Il joue 85 matchs pour les Jets dont 58 comme titulaire au poste de left tackle, de 1996 à 2000. Il rejoue une saison en 2002.
Pendant son séjour chez les Jets, il permet à la franchise de passer d'un très mauvais bilan d'une victoire pour 15 défaites au titre de champion de la conférence AFC en 1998.
Son moment de gloire arrive le 23 octobre 2000 lors du Monday Night Football. À la fin du 4e quart-temps, les Jets sont menés de 7 points par les Dolphins de Miami. C'est alors qu'Elliott réceptionne une passe de son QB Vinny Testaverde. Il inscrit le TD qui permet à son équipe d'égaliser à 37 partout et qui les envoie en prolongation. Il s'agit d'ailleurs de sa seule réception de passe de sa carrière. Ce TD signe la fin d'une remontée exceptionnelle de 23 points au cours du 4e quart-temps. Les Jets gagnent en prolongation sur le score de 40 à 37,. Ce match est surnommé le Miracle du Lundi Soir (The Monday Night Miracle).
Elliott est libéré par les Jets en juillet 2001  et ne joue pas pendant la saison 2001. Il est réengagé la saison suivante et participe aux 16 matchs mais aucun comme titulaire. Il met fin à sa carrière après la saison 2002.

## Statistiques en NFL
| Stats. Elliott | Stats. Elliott | Stats. Elliott | Stats. Elliott | Matchs | Matchs | Réceptions | Réceptions | Réceptions | Réceptions | Fumbles | Fumbles |
| Saisons        | Équipes        | Pos.           | N°             | M.J.   | M.T    | Réc./T     | Yds.       | Yds./Réc.  | TD         | FF      | FR      |
| 1988           | NYG            | LT             | 76             | 16     | 5      | 0          | 0          | 0          | 0          | 0       | 1       |
| 1989           | NYG            | LT             | 76             | 13     | 11     | 0          | 0          | 0          | 0          | 0       | 0       |
| 1990           | NYG            | LT             | 76             | 8      | 8      | 0          | 0          | 0          | 0          | 0       | 0       |
| 1991           | NYG            | LT             | 76             | 16     | 16     | 0          | 0          | 0          | 0          | 0       | 0       |
| 1992           | NYG            | LT             | 76             | 16     | 16     | 0          | 0          | 0          | 0          | 0       | 0       |
| 1993           | NYG            | LT             | 76             | 11     | 11     | 0          | 0          | 0          | 0          | 0       | 0       |
| 1994           | NYG            | LT             | 76             | 16     | 15     | 0          | 0          | 0          | 0          | 0       | 0       |
| 1995           | NYG            | LT             | 76             | 16     | 16     | 0          | 0          | 0          | 0          | 0       | 0       |
| 1996           | NYJ            | LT             | 76             | 14     | 14     | 0          | 0          | 0          | 0          | 0       | 0       |
| 1997           | NYJ            | LT             | 76             | 13     | 13     | 0          | 0          | 0          | 0          | 0       | 0       |
| 1998           | NYJ            | LT             | 76             | 16     | 16     | 0          | 0          | 0          | 0          | 0       | 0       |
| 1999           | NYJ            | LT             | 76             | 16     | 15     | 0          | 0          | 0          | 0          | 0       | 0       |
| 2000           | NYJ            | LT             | 76             | 10     | 0      | 1/1        | 3          | 3          | 1          | 0       | 0       |
| 2001           | -              | -              | -              | -      | -      | -          | -          | -          |            | -       | -       |
| 2002           | NYJ            | LT             | 76             | 16     | 0      | 0          | 0          | 0          | 0          | 0       | 0       |
| Carrière NFL   | Carrière NFL   | Carrière NFL   | Carrière NFL   | 197    | 156    | 1          | 3          | 3          | 1          | 0       | 1       |
| 8 ans          | NYG            | LT             | 76             | 112    | 98     | 0          | 0          | 0          | 0          | 0       | 1       |
| 6 ans          | NYJ            | LT             | 76             | 85     | 58     | 1          | 3          | 3          | 1          | 0       | 0       |

## L'après carrière sportive
Après sa retraite sportive, Elliott revient s'établir à Long Island. En 2004, il obtient la gérance de trois boutiques Dunkin' Donuts,.
En 2010, il possède, 2 boutiques Dunkin' Donuts près de chez lui à Long Island.